# Ostender Kompanie

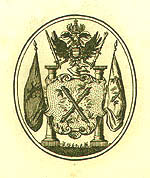
Wappen der Kaiserlichen Ostender Kompanie

Die Kaiserliche Ostendische Kompanie (niederländisch Keizerlijke Oostendse Compagnie bzw. Generale Keizerlijke Indische Compagnie) war eine Handelsgesellschaft, die im Dezember 1722 vom Habsburger römisch-deutschen Kaiser Karl VI. für den Seehandel mit Ostindien gegründet wurde.

## Die Vorgeschichte

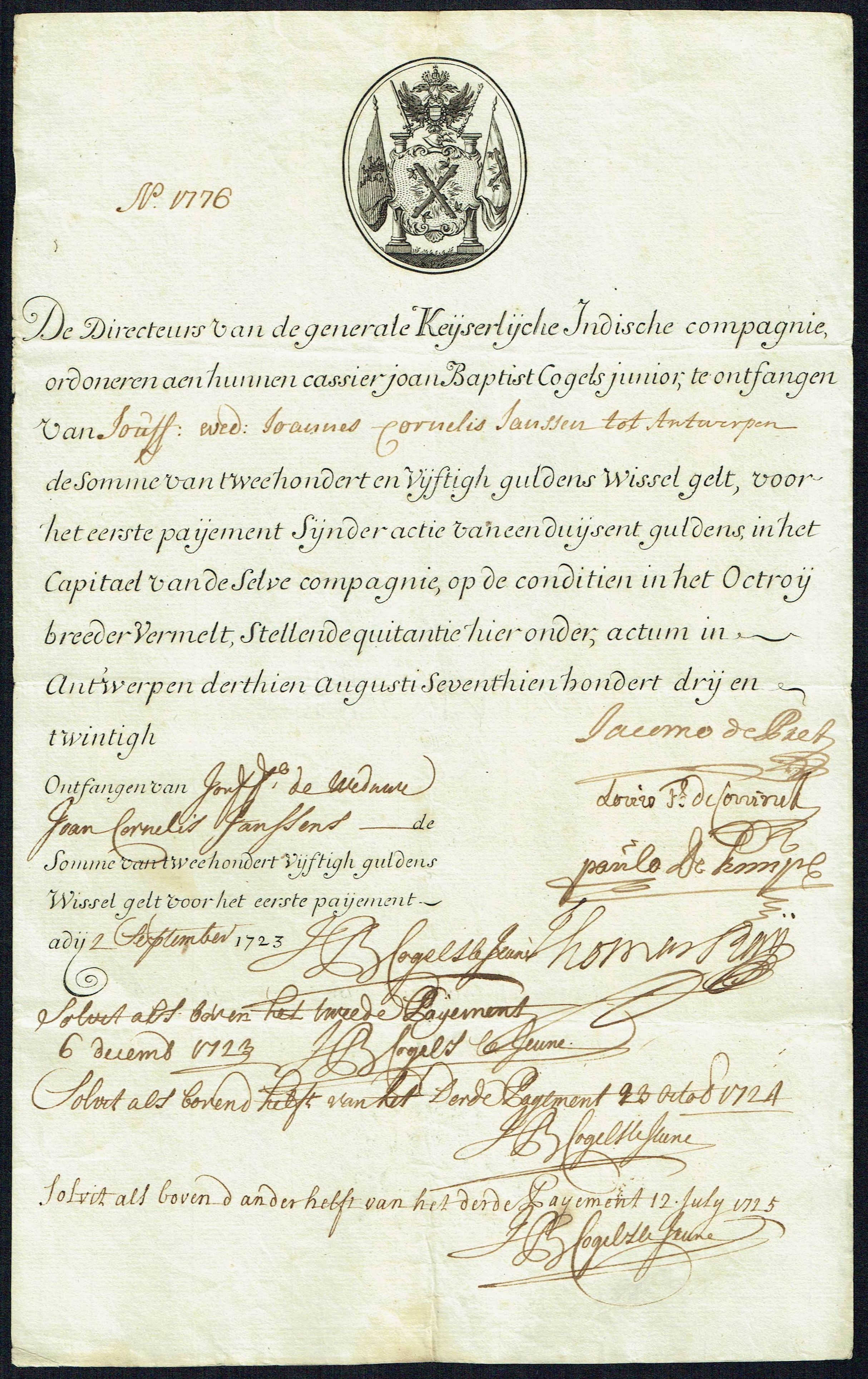
Aktie der Ostender Kompanie vom 2. September 1723

Der Erfolg der holländischen, britischen und französischen Ostindien-Kompanien ließ bei den Kaufleuten und Schiffsbesitzern von Ostende, Antwerpen und Gent in den Österreichischen Niederlanden den Wunsch aufkommen, direkte Handelsbeziehungen mit Ostindien aufzunehmen.
Der Handel von Ostende mit Mokka, Indien, Bengalen und China begann 1713. Privaten Händlern aus Antwerpen, Gent und Ostende wurden Freibriefe für den Indienhandel gewährt und diese Gruppe unterhielt seit 1719 in Kovilam bei Madras eine Faktorei und einen recht florierenden Warenaustausch, denn zwischen 1713 und 1723 segelten 34 Schiffe von Ostende nach China, der Malabar- oder der Koromandelküste, Surat, Bengalen oder Mokka. Diese Expeditionen wurden von verschiedenen internationalen Syndikaten finanziert, die sich aus flämischen, englischen, niederländischen und französischen Kaufleuten und Bankern zusammensetzten. Die gegenseitige Rivalität zwischen ihnen wirkte sich jedoch stark auf die Profite aus und resultierte in der Gründung der Ostender Ostindien-Kompanie, die im Dezember 1722 durch Kaiser Karl VI. amtlich zugelassen wurde. Das Kapital der Kompanie wurde auf 6 Millionen Gulden fixiert, zusammengesetzt aus 6.000 Anteilen zu je 1.000 Gulden. Der Hauptteil wurde von den betuchten Bürgern Antwerpens und Gents getragen. Die Direktoren wurden aus den reichen und fähigen Kaufleuten oder Bankern gewählt, die sich in den privaten Expeditionen engagiert hatten.

## Die Zeit nach der Gründung

### Indien
Noch im Dezember 1722 wurde ein Schiff ausgerüstet und mit 70.000 Reichstalern ausgestattet. Auf der Rückreise 1724 brachte die Expedition den bisherigen Residenten in Kovilam, den Schotten Alexander Hume, zurück nach Ostende. Neuer Resident wurde Andreas Cobbé, der allerdings einheimische Schiffe kapern ließ und so bewaffnete Auseinandersetzungen provozierte, bei denen er selber getötet wurde. Aufgrund dieser Vorkommnisse wurde erneut Alexander Hume zum Residenten bestimmt und er kehrte 1726 nach Bengalen zurück. Dorthin zurückgekehrt, bemühte sich Hume um die Zulassung der Kompanie durch die örtlichen Behörden, hatte jedoch damit keinen Erfolg und schlug die gleiche Taktik wie sein Vorgänger ein, indem er indische Fahrzeuge kapern ließ. Da er dies allerdings taktisch klüger anstellte, bekam er letztlich die lokale Anerkennung durch den örtlichen Herrscher und am 5. Juli 1727 die Erlaubnis, in Bankibazar eine Faktorei zu eröffnen, jedoch erst, nachdem er eine recht hohe Zahlung der Ostender erhalten hatte. Diese Idee wurde dem Herrscher durch die längst etablierten V.O.C. und die britische E.I.C. nahegelegt, die somit eine Chance sahen, den neuen Konkurrenten zu schwächen. Die Ostender waren durch die Zahlung in der Tat finanziell geschwächt, bemühten sich aber nach wie vor, die kaufmännischen Aktivitäten aufrechtzuerhalten. Sie vermieteten dazu etwa Schiffsraum an private Händler sowie die EIC und handelten mit der dänischen Niederlassung.

### China
Ein zweites Standbein der Kompanie sollte der Handel mit China werden und auch in diesem Bereich nahmen die Kontakte schon vor der Gründung der Kompanie ihren Anfang.
Eine Expedition des Antwerpener Bankiers Paul-Jacques Cloots, die zwischen Dezember 1717 und Sommer 1719 stattfand, wurde vom Kaiser ermächtigt, für 127.000 Reichstaler in Kanton eine Faktorei zu eröffnen.
Zwischen 1724 und 1732 wurden 21 Schiffe der Kompanie ausgesandt, hauptsächlich nach Kanton und Bengalen. Dank des Anstiegs der Teepreise wurden im Chinahandel große Profite erzielt. Dies war ein Dorn im Auge der älteren und rivalisierenden Kompanien wie der nordniederländischen V.O.C. sowie vor allem der britischen E.I.C. Sie weigerten sich, das Recht des Kaisers anzuerkennen, eine Ostindienkompanie in den Österreichischen Niederlanden zu gründen und bezeichneten die Ostender als Eindringlinge.
Internationaler politischer Druck wurde auf den Kaiser ausgeübt, dem er schließlich nachgab, da der Kaiser die Hilfe der beiden Seemächte Niederlande und England brauchte, um politisch in Europa nicht isoliert zu werden, und er wollte auch die britische Anerkennung der Pragmatischen Sanktion. Im Mai 1727 wurde die Zulassung der Kompanie für sieben Jahre ausgesetzt, und im März 1731 durch den zweiten Vertrag von Wien endgültig aufgehoben. Zwischen 1728 und 1731 wurde eine kleine Anzahl von illegalen Reisen unter falschen Flaggen unternommen, doch die letzten für die Kompanie segelnden Schiffe waren die zwei Schiffe, die der zweite Vertrag von Wien der Kompanie zugestand.
Die Investoren orientierten sich nach Skandinavien oder bemühten sich, als private Händler weiterhin Geschäfte mit Asien zu machen. Die Bediensteten wechselten, wie etwa der Antwerpener Francois de Schonamille, Nachfolger Humes im Amt des Gouverneurs, 1730 in die Dienste der EIC und leitete für diese die Faktorei in Bankibazar bis 1744.